# Martin Ankelius
Martin Olof Ankelius, född 6 september 1970, är en svensk låtskrivare och artist som var en av medlemmarna i popgruppen So What. Han har skrivit låtar och producerat åt artister som Pandora, Carola, Da Buzz, A-teens och Victoria Silvstedt m.m. Han har under senare år varit producent åt artister i Asien, främst i Japan.
Ankelius arbetar också som masteringstekniker på Cutting Room Studios. Han är ansvarig för deras Online Mastering, men han har även mastrat större produktioner som The Fooo Conspiracy och Günther. Han mastrade även "Jag är fri" med Jon Henrik Fjällgren, som kom på andra plats i Melodifestivalen 2015.